# 天宇路站
天宇路站位于中华人民共和国四川省成都市郫都区西区大道与泰山大道和天宇路交叉口，是成都地铁6号线的地铁车站。于2020年12月18日随成都地铁6号线开通而启用。

## 車站概要
天宇路站位于成都市郫都区。原名泰山大道站，2016年10月21日更名爲天宇路站。因此站位于西区大道与泰山大道/天宇路十字交汇口而得名。于2020年12月18日正式投入使用。本站在规划阶段曾用名“成都纺专站”。

## 車站構造

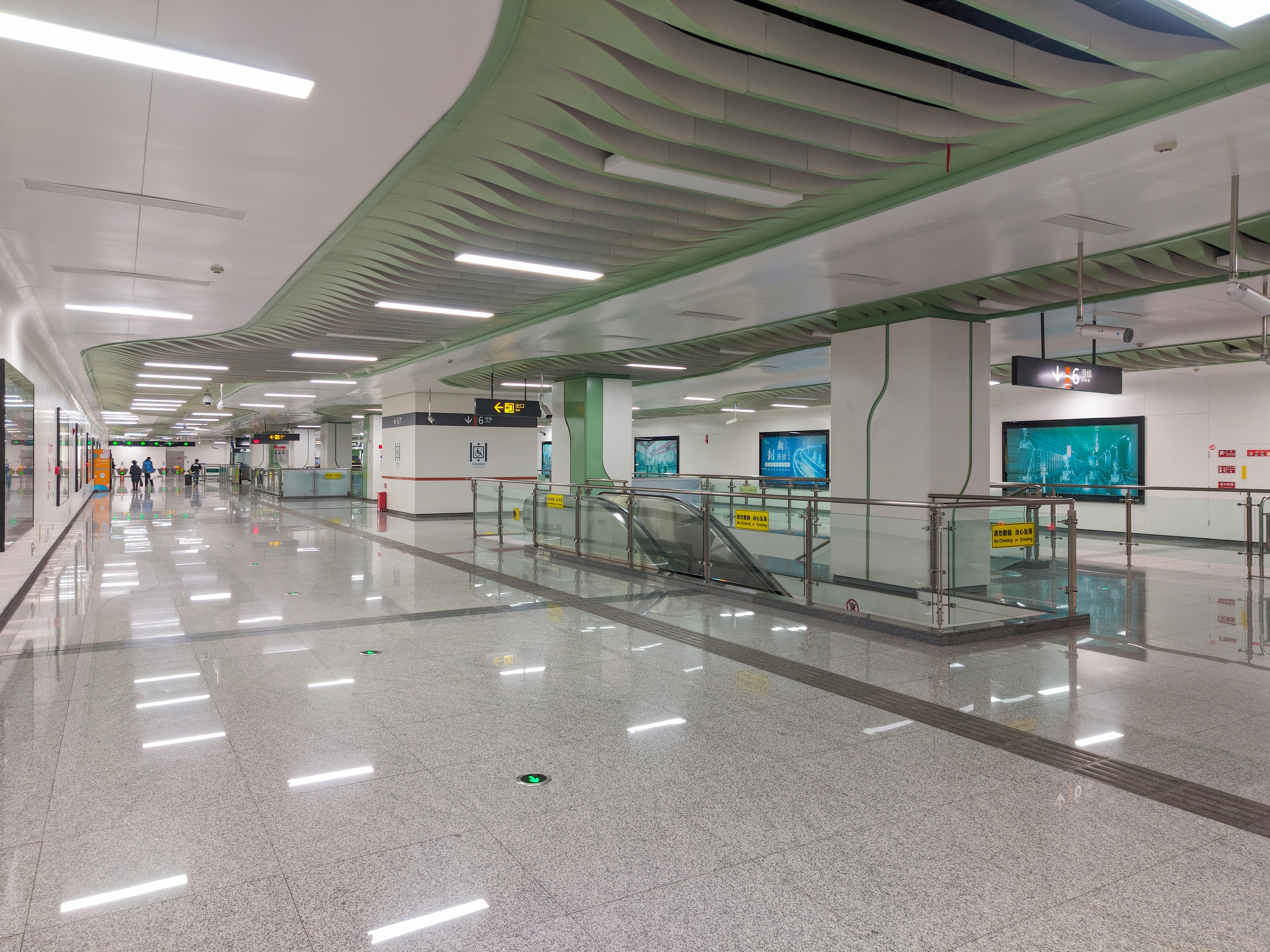
站厅
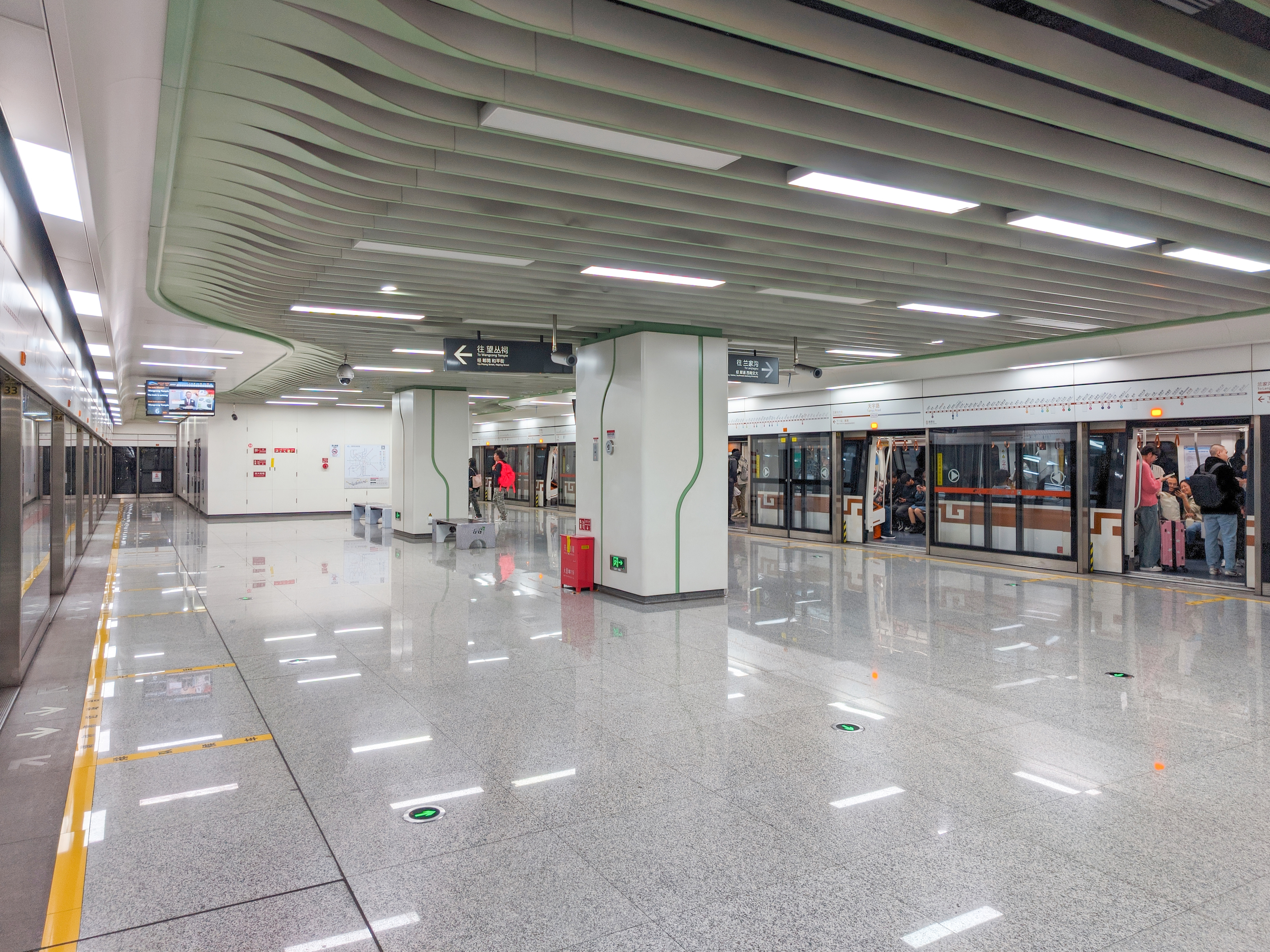
站台

天宇路站为地下二层12米宽岛式站台车站。
| 地面              | 0    | 出口                                                                                                |
| 地下一层          | 站厅 | 自助购票 客服中心                                                                                   |
| 地下二层          | 站台 | \| \| \| 6号线往望丛祠（红高路） \| \| 島式 · 開左邊车门 \| \| \| \| \| \| 6号线往兰家沟（犀浦） \| |
|                   |      | 6号线往望丛祠（红高路）                                                                             |
| 島式 · 開左邊车门 |      | |
|                   |      | 6号线往兰家沟（犀浦）                                                                               |

- 站厅
- 站台

## 出入口
本站目前开放6个出入口。
|              |                         |                                                |      |
| 编号         | 设施                    | 指示                                           | 照片 |
|              | 无障碍电梯 无障碍卫生间 | 西区大道、天宇路                               |      |
| 出口 · B · 1 |                         | 天宇路、百草路                                 |      |
| 出口 · B · 2 |                         | 西区大道                                       |      |
| 出口 · C     |                         | 泰山大道、玉龙七巷、玉龙街段（二街）、玉龙五巷 |      |
| 出口 · D · 1 |                         | 西区大道、泰山大道                             |      |
| 出口 · D · 2 | 无障碍电梯              | 西区大道                                       |      |

## 接駁交通

### 巴士
| 出口         | 巴士站点           | 路线          | 驶向                 |
| ------------ | ------------------ | ------------- | -------------------- |
| 出口 · B · 1 | 西區大道天宇路口   | 705A路、705路 | 向南（西南）方向行駛 |
| 出口 · D · 1 | 西區大道天宇路口   | 726路、P20路  | 向南（西南）方向行駛 |
| 出口 · D · 1 | 西區大道天宇路口   | 17路          | 向東（東南）方向行駛 |
| 出口 · D · 2 | 西區大道天宇路口站 | 17路          | 向東（東南）方向行駛 |